# Grafschaft Fagnolle
Die Grafschaft Fagnolle (auch oft Fagnolles) im Osten des Hennegau war Ende des 18. Jahrhunderts ein kleines Gebiet in den Ardennen, bestehend aus dem Ort Fagnolle (heute Teil von Philippeville) und 25 Quadratkilometer Umland, eine Enklave innerhalb des Bistums Lüttich. 

## Geschichte

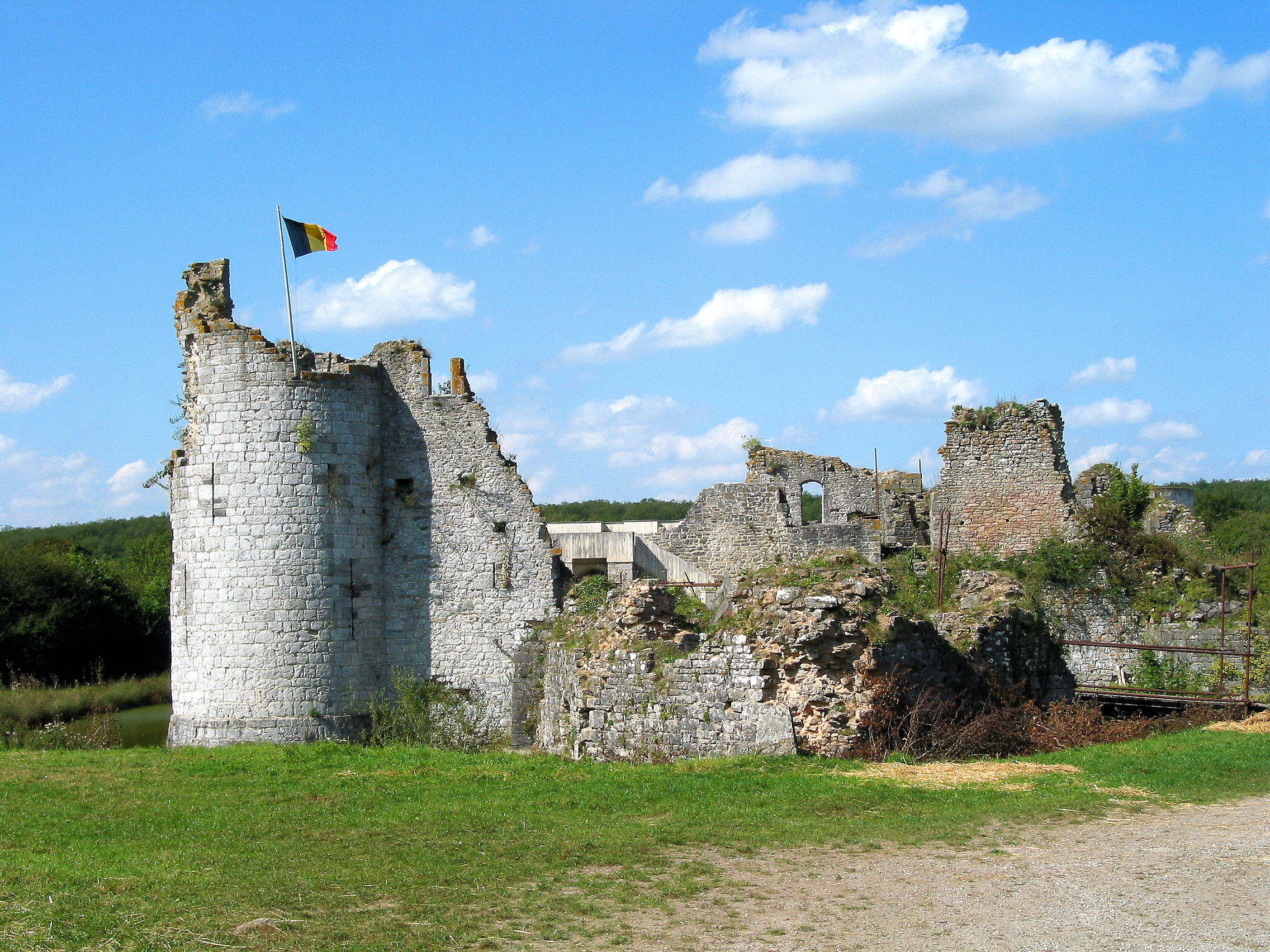
Die Ruinen der mittelalterlichen Burg (12. Jahrhundert)

Fagnolle gehörte um 1215 einem Jacques, wenig später dem Haus Rumigny, ohne dass verwandtschaftliche Beziehungen erkennbar sind. Das Lehen wurde in verschiedenen Familien vererbt, bis es schließlich im 17. Jahrhundert an das Haus Ligne kam. Eine der bedeutendsten Besitzer von Fagnolle in dieser Zeit war die Erbin Marie d'Enghien, die mit Aubert Le Flamenc (Haus Le Flamenc) verheiratet und gleichzeitig die Mätresse von Louis de Valois, duc d’Orléans war: Marie und Louis sind die Eltern von Jean de Dunois, dem Bastard von Orléans.
Am 20. Juli 1770 wurde die Baronie Fagnolle von Kaiser Joseph II. zur Reichsgrafschaft erhoben und der Besitzer, Fürst Claude Lamoral von Ligne, beantragte sogleich seine Aufnahme zu Sitz und Stimme wegen dieses reichsunmittelbaren Besitztums in den Niederrheinisch-Westfälischen Reichskreis, was aufgrund der Schwerfälligkeit der politischen Entscheidungsfindung erst mit Urkunde vom 31. Oktober 1786 bewilligt wurde, nachdem der Matrikular-Beitrag für die Reichsgrafschaft Fagnolle zu den Reichs- und Kreisbedürfnissen auf ein Simplum von 12 Gulden und der Beitrag zum Unterhalt des Reichskammergerichts auf 13 Reichstaler 77 Kreuzer festgesetzt war. Dem Fürst wurde der Rang zwischen der zuletzt (1715) aufgenommenen Grafschaft Kerpen und Lommersum und der Reichsstadt Köln zugewiesen.
Nach dieser Klärung der Kreiszugehörigkeit kam auch die – schon 1772 beantragte – Aufnahme in das westfälische Reichgrafenkollegium voran; 1787/1788 wurde die Aufnahme des Fürsten Ligne in das Kollegium der westfälischen Reichsgrafen von beiden Teilen – dem evangelischen wie dem katholischen – bewilligt. Mit kaiserlichem Dekret vom 21. März 1789 wurde die Aufnahme des Fürsten in den Reichstag verfügt, die notwendige Beschlussfassung der drei Kollegien des Reichstages hierüber blieb aber wegen des Todes von Kaiser Joseph II. und der kurzen Regentschaft von Kaiser Leopold II. liegen. Die zwei Kaiserwahlen und auch der Ausbruch der Französischen Revolution verhinderten also, dass das Dekret kurzfristig umgesetzt werden konnte; in der Mitgliederliste von 1792 ist der Graf von Fagnolle dann aber enthalten. 
Im gleichen Jahr besetzte Frankreich die südlichen Niederlande. Die Grafschaft wurde dem Haus Ligne entzogen, aufgelöst und das Gebiet dem Département Ardennes zugeschlagen. Der Fürst von Ligne wurde im Reichsdeputationshauptschluss vom 25. Februar 1803 mit dem Kloster Edelstetten entschädigt. Zudem erhielt er nun sogar eine Virilstimme im Reichsfürstenrat, allerdings die vorletzte, und erhielt damit den 126. Rang, vor dem Herzog von Looz, wegen Rheina-Wolbeck. Am 22. Mai 1804 verkaufte der Fürst Charles Joseph de Ligne († 1814), die Grafschaft an den Fürsten Esterházy von Galantha, blieb aber als persönliches Mitglied weiterhin im Reichgrafenkollegium.
Durch den Zweiten Pariser Frieden (1815) kam Fagnolle an die Niederlande und wurde der Provinz Namur (Grafschaft) zugeschlagen und wurde 1830, bei der erneuten Teilung der Niederlande, schließlich Teil Belgiens.

## Die Herren von Fagnolle
- Jacques I., Sire de Fagnolle, um 1215

### Haus Rumigny
- Hugues I. de Rumigny, 1218/49 bezeugt, 1249 Seigneur de Fagnolle ; ⚭ Marie, 1235 bezeugt
- Hugues II. de Rumigny, 1235/68 bezeugt, dessen Sohn, Seigneur de Fagnolle ; ⚭ Marie, 1268 bezeugt
- Robert de Fagnolle, 1279/1305 bezeugt, dessen Sohn, Seigneur de Fagnolle, de Wiège et de Rieu ; ⚭ Guyotte Pelicornes, 1279 bezeugt
- Hugues III. de Fagnolle, 1312/18 bezeugt, dessen Sohn, Seigneur de Fagnolle et de Wiège
- Hugues IV. de Fagnolle, 1331/51 bezeugt, † vor 1357, dessen Sohn, Seigneur de Fagnolle ; ⚭ Jeanne de Villers-le-Ville
- Jacques de Fagnolle, † vor 1357, dessen Sohn, Seigneur de Villers-le-Ville ; ⚭ Marie d’Enghien, 1357/70 bezeugt, wohl Tochter von Gilles d’Enghien
- Marie de Fagnolle ; dessen Tochter, Erbin von Fagnolle, Wiège und Villers-le-Ville ; ⚭ Aubert de Cany, 1428 bezeugt
- Jacquemin de Rumigny, 1313/27 bezeugt, † nach 1327, Bruder von Hugues III., zu Ranwez und ¼ Mirwart; ⚭ Margareta von Mirwart, zu Sorcy, 1282/1315 bezeugt, Tochter von Heinrich von Mirwart und Beatrix de Houffalize
- Marie de Rumigny, † 1333, zu Fagnolle; ⚭ Gérard I. d’Enghien, Châtelain de Mons, Seigneur d‘Havré, † 1361

### Haus Enghien
- Gérard II. d’Enghien, † nach 1385, deren Sohn, Châtelain de Mons, Seigneur d’Havré, de Fagnolle etc. ; ⚭ Jeanne de Barbançon, Tochter von Nicolas und Marguerite d’Agimont
- Gérard III. d’Enghien, † 1423/27, dessen Sohn, Châtelain de Mons, Seigneur d‘Havré etc. ; ⚭ Jeanne de Seraing, zu Seraing, Château Warfusée, Walhain etc., 1382/1413 bezeugt, Tochter von Thierry IV. und Maria von Looz zu Walhain
- Gérard IV. d’Enghien, † 1420, dessen Sohn, Seigneur de Warfusée, Seraing, Presles, Walhain etc.,
- Jacques d’Enghien, † 1427, dessen Onkel, Châtelain de Mons, Seigneur d’Havré, de Fagnolle etc. ; ⚭ I Jacqueline de Saint-Aubert, † 1427 ; ⚭ II Marie de Roucy, † 1416, Tochter von Simon, Graf von Roucy (Haus Pierrepont), und Marie de Châtillon
- Marie (Yolande) d’Enghien, Erbin von Fagnolle ; ⚭ Aubert Le Flamenc, 1396 bezeugt – Marie d’Enghien ist die Mätresse von Louis de Valois, duc d’Orléans und die Mutter von Jean de Dunois, dem "Bastard von Orléans"
- Jeanne Le Flamenc, † 1470, Erbin von Canny-sur-Matz, Fagnolle etc., Tochter von Aubert Le Flamenc und Yolande d‘Enghien; ⚭
- Jean III. de Barbançon, † 1470, Seigneur de Jeumont, La Longueville et Werchin, Seneschall von Hennegau

### Haus Barbançon
- Jacques de Werchin, † vor 1473, deren Sohn, Seigneur de Walincourt, de Blaregnies et de Fagnolle ; ⚭ Jacqueline de Moy, † nach 1481, Tochter von Colart
- Nicolas de Werchin, † 1513, deren Sohn, Baron de Werchin et de Cysoing, Seigneur de Roubaix ; ⚭ Jolande von Luxemburg, Dame de Roubaix, † 1534, Tochter von Jacques, Seigneur de Richebourg, Ritter des Ordens vom Goldenen Vlies (Haus Luxemburg-Ligny)
- Jean de Werchin, † 1518, deren Sohn, Seigneur de Fagnolle
- Pierre de Werchin, † 1556, dessen Bruder, Seigneur de Roubaix, Baron de Werchin, Ritter des Ordens vom Goldenen Vlies (dort: Pierre de Barbançon); ⚭ Hélène de Vergy, † nach 1551, Tochter von Guillaume IV. und Anne de Rochechouart (Haus Vergy)
- Yolande, † 1593, deren Tochter, Dame de Werchin, de Roubaix, de Cysoing et d'Herzelles, Souveraine de Fagnolle; ⚭ Hugues de Melun, 1. Prince d'Épinoy, X 1553
- Charlotte, † 1571, Dame de Jeumont et de Fagnolle, deren Schwester; ⚭ I Charles de Henin ; ⚭ II Maximilien de Hénin-Liétard, † 1578, Seigneur de Beuvry, 1562 2. Comte de Boussu

### Haus Hénin
- Pierre II. de Henin, † 1598, Sohn von Charlotte, 3. Comte de Boussu, Baron de Fagnolle; ⚭ Marguerite de Croy, † 1614, Tochter von Philippe III. de Croÿ, Herzog von Aarschot

### Haus Melun
- Marie de Melun, † 1634, Tochter von Yolande, Erbin von Cysoing, Roubaix, Antoing, Burggrafschaft Gent; ⚭ Lamoral Fürst von Ligne, † 1624 (siehe unten)

### Haus Ligne
- Lamoral, † 1624, 1. Fürst von Ligne etc., Souverain de Fagnolle; ⚭ Marie de Melun, † 1634 (siehe oben)
- Florent, † 1622, dessen Sohn, 1. Prince d'Amblise
- Albert Henri, † 1641, dessen Sohn, 2. Fürst von Ligne, 2. Prince d'Amblise et d'Épinoy, Souverain de Fagnolle etc.
- Claude Lamoral I., † 1679, dessen Bruder, 3. Fürst von Ligne, 3. Prince d'Amblise et d'Épinoy, Souverain de Fagnolle etc.
- Henri Ernest, † 1702, dessen Sohn, 4. Fürst von Ligne, 4. Prince d'Amblise et d'Épinoy, Souverain de Fagnolle etc.
- Antoine II. Joseph, † 1750, dessen Sohn, 5. Fürst von Ligne, 5. Prince d'Amblise et d'Épinoy, Souverain de Fagnolle etc.
- Claude Lamoral II., † 1766, dessen Bruder, 6. Fürst von Ligne, 6. Prince d'Amblise et d'Épinoy, Souverain de Fagnolle etc.
- Charles Joseph de Ligne, † 1814, dessen Sohn, 22. Juli 1770 Erhebung der Herrschaft Fagnolle zur Reichsgrafschaft, 8. März 1789 Übertragung des Namens Ligne auf die Grafschaft Fagnolle